# Ороро Монро (серия фильмов «Люди Икс»)
Ороро Монро (англ. Ororo Munroe), более известная как Шторм (англ. Storm) — героиня серии фильмов о Людях Икс от компании 20th Century Fox, основанная на одноимённом персонаже Marvel Comics, созданном сценаристом Леном Уэйном и художником Дэйвом Кокрумом. Шторм дебютировала в фильме «Люди Икс» (2000) в исполнении американской актрисы Хэлли Берри, в то время как американская актриса Александра Шипп играла её молодую версию, начиная с картины «Люди Икс: Апокалипсис» (2016).
Монро — мутант, обладающая способностью управлять погодой. Она стала одной из первых учениц «Школы для одарённых мутантов» профессора Чарльза Ксавьера, а также участницей супергеройской команды Люди Икс. В обновлённой временной линии Монро также состояла в рядах Всадников Апокалипсиса, подчиняющихся древнему мутанту Эн Сабах Нуру.
Критики положительно оценили как версию Берри, так и Шипп; обе актрисы были удостоены различных наград и номинаций.

## Создание образа

### Первое появление персонажа
Шторм дебютировала в 1975 году в комиксе Giant-Size X-Men #1 от сценариста Лена Уэйна и художника Дэйва Кокрума. В этом сюжете у Уэйна появилась возможность заменить Людей Икс 1960-х на новых Людей Икс. Шторм представляла собой смесь двух персонажей Кокрама — Чёрной кошки и Тайфуна. Чёрная кошка носила костюм Шторма, за исключением плаща, и стала частью обновлённого состава. Тем не менее, за время публикации комиксов про Людей Икс появились новые кошкообразные персонажи, в частности Тигра, из-за чего Чёрная кошка перестала быть актуальной.
Принимая во внимание недовольство других сотрудников Marvel Comics относительно того, что в команде мутантов состоят одни мужчины, редактор Рой Томас предложил Кокруму переосмыслить его персонажа Тайфуна, изначально задумавшегося как мужчина, и включить в состав Людей Икс женщину. Кокруму понравилась идея Томаса, поэтому он добавил к образу Тайфуна костюм Чёрной кошки, накидку и белые волосы. Коллеги Кокрума опасались, что читатели будут воспринимать Шторм как пожилую женщину из-за её седых волос, однако художник отстоял своё видение.
В 1975 году Крис Клэрмонт заменил Уэйна на посту основного сценариста серии The Uncanny X-Men и написал такие сюжетные линии, как X-Men: God Loves, Man Kills и The Dark Phoenix Saga; арки легли в основу сюжетов фильмов «Люди Икс 2» (2003) и «Люди Икс: Последняя битва» (2006). В обоих случаях у Шторм была значимая второстепенная роль. В течение следующих 16 лет Клэрмонт продолжал писать истории с участием героини.

### Кастинг и исполнение

Александра Шипп в роли Шторм в фильме «Люди Икс: Апокалипсис» (2016)

В так и не вышедшем фильме о Людях Икс от кинокомпании Carolco Pictures на роль Шторм рассматривалась американская актриса Анджела Бассетт. Когда права на киноадаптацию комиксов о мутантах приобрела 20th Century Fox, руководство ознакомилась с несколькими сценариями от различных сценаристов; в 1995 году свой вариант представила Лаэта Калогридис, которая представляла Шторм и Росомаху как пару. В следующем году своё видение фильма изложил Майкл Шейбон, в сценарии которого Шторм состояла в рядах Людей Икс.
Различные актрисы, включая Вивика Анджанетта Фокс, проходили прослушивание на роль Шторм, однако выбор студии пал на Хэлли Берри. Актриса призналась, что съёмки в первой части дались ей нелегко из-за частых конфликтов с режиссёром Брайаном Сингером. Берри отказалась от съёмок в фильме «Джильи» (2003), чтобы повторить роль Шторм в сиквеле. После съёмок в «Людях Икс 2» Берри пригрозила продюсерам покинуть франшизу в том случае, если её персонаж не получит больше экранного времени и значимости в третьей части. В 2013 году в интервью с Access Hollywood Берри подтвердила, что вновь сыграл Шторм в фильме «Люди Икс: Дни минувшего будущего» (2014). На момент съёмок актриса была беременна, что, по её признанию, серьёзно осложнило её работу. Из-за ограниченного количества времени её пребывания на площадке, из сюжета была вырезана дополнительная сцена с участием Шторм. В последующие годы Берри заявила, что с радостью вернулась бы к роли Шторм, поскольку ей нравится эта героиня.
Юная Ороро Монро появилась в трейлере к фильму «Люди Икс: Начало. Росомаха» (2009), однако сцена с ней не вошла в театральную версию. Роль исполнила Эйприл Эллестон-Енахаро. Молодая Ороро Монро была кратко показана в фильме «Люди Икс: Первый Класс» (2001). Её сыграла Элизабет Врайт.
В 2013 году Сингер заявил, что «Люди Икс: Апокалипсис» (2016) будет посвящён молодым версиям Шторм, Джин Грей и Циклопа. В январе 2015 года режиссёр раскрыл имя исполнительницы роли Шторм. Молодую Шторм сыграла Александра Шипп; после утверждения на роль Шипп попыталась обратиться за советом к Берри, однако не получила от неё ответа. Она частично побрила голову, чтобы воспроизвести ирокез героини из комиксов. На съёмках картин «Апокалипсис» (2016) и «Люди Икс: Тёмный Феникс» (2019) актриса страдала биполярным расстройством.

### Характеристика
По словам Берри, ей была близка центральная тема «Последней битвы», посвящённая лечению мутантов, поскольку актриса сравнила её с собственным желанием о смене расы в юные годы: «Когда я была ребёнком мне казалось, что если бы я могла измениться, моя жизнь стала бы лучше. Став взрослее я поняла, что это была полная чушь». В этом же фильма героиня носила более современную причёску; художник по костюмам Джудианна Маковски решила добавить в гардероб Штор больше чёрной одежды, чтобы сделать её «жестче и сексуальнее».
Молодую Ороро Монро из «Апокалипсиса» Сингер описал как «проблемного персонажа, идущего по неправильному жизненному пути».

### Визуальные эффекты
Для имитации сильного ветра, которым Шторм поражает Саблезубого в лесу, была использована большая ветреная машина. Начало этого снежного ветра было сделано компанией Hammerhead при помощи компьютерной графики, а практический снежный эффект был сделан компанией The Effects Group.
В комиксах глаза Шторм всё время светились белым светом, однако Сингер предпочел чтобы глаза светились только когда она использует свои силы. Из-за отказа Хэлли Берри носить изготовленные для неё белые контактные линзы, свечение глаз было добавлено в постпроизводстве компанией Cinesite. С подачи руководителя компании, Мишеля Дж. Макалистера, этот эффект свечения был дополнен: он менялся в зависимости от эмоционального состояния Шторм. По словам Мишеля, «эта привязка к душевному состоянию Шторм была в дальнейшем важна, когда она действительно разозлится. Для этого мы предложили добавить тонкие молнии которые едва появляются из её глаз».
Дополнительно к эффекту Шторм были предложены молнии, исходящие из её волос. «Хотя это и было ещё одно отступление от первоначальной концепции, после пробного кадра реакция была замечательной, Брайану это понравилось, и студия удвоила количество кадров, чтобы в фильм их вошло больше», рассказал Макалистер. Чтобы добавить молнии к отснятым кадрам использовалось три слоя: основой эффекта был размытый рассеянный цветовой слой, двигающийся в соответствии с анимацией молнии, затем накладывалась сама молния и поверх ещё один рассеянный слой.

## Биография

### Оригинальный таймлайн
Ороро Монро была одной из первых учениц профессора Чарльза Ксавьера, наряду с Джин Грей и Скоттом Саммерсом. В 2000 году Циклоп и Шторм по приказу профессора доставляют в Школу мутантов Шельму и Росомаху. Когда Шельма сбегает из Школы, Шторм и Циклоп отправляются искать её на железнодорожную станцию, где сталкиваются с Братством мутантов. Во время противостояния с ними на Статуе Свободы, Шторм убивает Жабу и вместе с другими Людьми Икс останавливает Магнето.
Когда на президента США нападает таинственный мутант, обладающий телепортацией, Ксавьер обнаруживает его местоположение и отправляет Шторм и Джин завербовать его. Мутантом оказывается Курт Вагнер, который объясняет, что он находился под контролем Уильяма Страйкера, человека, намеревающегося натравить правительство США на мутантов. Вместе с Джин и Вагнером Шторм вскоре воссоединяется с Росомахой, Шельмой и Бобби Дрейком, от которых узнаёт, что Страйкер напал на Школу, а до этого похитил профессора и Циклопа. По прибытии на военную базу Страйкера, Шторм просит Курта перенести её в изолированную камеру Ксавьера, находящегося под контролем сына Страйкера, Джейсона. Она вызывает метель, чтобы разрушить контроль Джейсона, а затем помогает Ночному Змею эвакуировать профессора. Вместе с остальными Людьми Икс и похищенными детьми-мутантами, за исключением Джин, которая жертвует своей жизнью, чтобы дать им возможность уйти, Шторм улетает с базы Страйкера.
Циклоп отстраняется от команды, переживая тяжёлую утрату Джин, из-за чего Ксавьер сообщает Шторм, что после его смерти она станет новым директором Школы. Вместе с Росомахой Шторм находит выжившую Джин, в которой пробудилась огромная сила и альтер эго, известное как Феникс, ответственное за смерть Саммерса. Вскоре тёмная сущность Джин одерживает верх и девушка уединяется в родительском доме. Шторм, Росомаха и Ксавьер следуют туда и вступают в конфронтацию с Братством мутантов Магнето. В результате развернувшегося сражения, потерявшая над сосбой контроль Джин убивает профессора и уходит с Магнето. Вместе с Росомахой, Хэнком Маккоем, Бобби Дрейком, Китти Прайд и Петром Распутиным Шторм отправляется на Алькатрас, чтобы остановить армию Магнето и Феникса от уничтожение учёных, разработавших лекарство от мутации. С поражением Магнето и смертью Джин, Шторм официально становится преемником Ксавьера.
Шторм оказывается одной из немногих, кому удаётся пережить геноцид мутантов, совершённый Стражи. Она сопровождает Росомаху, Магнето и воскресшего профессора в Китай на встречу с оставшимися мутантами. В то время как Китти Прайд переносит сознание Росомахи в прошлое, чтобы тот не допустил создание Стражей, Шторм и Бишоп встают на защиту их штаб-квартиры. Во время битвы со Стражами Шторм погибает, когда один из них пронзает её тело шипом и сбрасывает со скалы.

### Обновлённый таймлайн
В результате событий фильма «Люди Икс: Дни минувшего будущего» (2014) образуется новая линия времени, которая отражается на жизни Монро. В 1983 году Ороро зарабатывает воровством на улицах Каира. Она боготворит Мистик за её героизм, проявленный во время спасения президента Ричарда Никсона от Магнето. Древний мутант Эн Сабах Нур находит Ороро и усиливает её способности, превратив в своего первого Всадника. В сопровождении остальных всадником Апокалипсис похищает Чарльза Ксавьера, чтобы использовать его как сосуд для своей души. Ороро сражается с мутантами Ксавьера, но, увидев, как Апокалипсис напал на её кумира Мистик, встаёт на их сторону и помогает остановить бывшего хозяина. В конечном итоге она присоединяется к Людям Икс Ксавьера, возглавляемым полевым командиром Мистик.
В 1992 году президент США обращается за помощью к Людям Икс: он просит их спасти астронавтов, потерпевших крушение в открытом космосе «вспышки на Солнце». Шторм участвует в спасении экипажа и, по возвращении на Землю, обнаруживает, что сознание Джин исказила ужасающая сила, известная как Феникс. Люди Икс пытаются образумить девушку у её дома, но в результате та убивает Мистик и исчезает. В дальнейшем участвует в спасении Джин от инопланетной расы Д’Бари. К 2023 году Шторм занимает должность учителя в школе Ксавьера.

## Другие появления
Шторм появляется в игре X-Men: The Official Game (2006), где её озвучила Дебра Уилсон.

## Восприятие
The Hollywood Reporter поместил версию Берри на 35-е место среди «величайших киновоплощений в супергеройских фильмах в истории». В 2023 году портал Sportskeeda назвал роль Берри в «Днях минувшего будущего» лучшей среди всех её появлений в кино в качестве супергероини. Джо Гарза из /Film поместил Шторм из серии фильмов на 5-е место среди «самых могущественных персонажей Людей Икс». Александра Морока из Comic Book Resources присудила Шторм 6-е место в списке «10 самых сильных Людей Икс в фильмах Fox». The A.V. Club поместил версию Берри на 56-е место в списке «100 лучших персонажей Marvel». К. Джей Стюарт из WhatCulture поместил версию Берри на 12-е место в списке «50 величайших киновоплощений в фильмах Marvel», резюмируя: «Шторм — уравновешенная и умиротворяющая, но в то же время очень грозная; Берри более чем адекватно передала эти черты».

### Награды и номинации
| Год  | Награда      | Категория                                               | Фильм                              | Актриса | Результат | Примечания |
| ---- | ------------ | ------------------------------------------------------- | ---------------------------------- | --- | --------- | ---------- |
| 2000 | Kids’ Choice | Любимая киноактриса                                     | «Люди Икс»                         | Хэлли Берри | Номинация | [ 37 ]     |
| 2000 | MTV Movie    | Лучший актёрский состав                                 | «Люди Икс»                         | Хэлли Берри, Хью Джекман, Джеймс Марсден, Анна Пэкуин | Номинация | [ 37 ]     |
| 2003 | BET          | Лучшая актриса                                          | «Люди Икс 2»                       | Хэлли Берри | Победа    | [ 38 ]     |
| 2003 | Kids’ Choice | Любимая киноактриса                                     | «Люди Икс 2»                       | Хэлли Берри | Номинация | [ 38 ]     |
| 2003 | Teen Choice  | Лучшая киноактриса в жанре драма / научная фантастика   | «Люди Икс 2»                       | Хэлли Берри | Номинация | [ 38 ]     |
| 2006 | Kids’ Choice | Любимая киноактриса                                     | «Люди Икс: Последняя битва»        | Хэлли Берри | Номинация | [ 39 ]     |
| 2006 | Teen Choice  | Лучшая киноактриса в жанре драма / научная фантастика   | «Люди Икс: Последняя битва»        | Хэлли Берри | Номинация | [ 39 ]     |
| 2006 | Black Movie  | Выдающаяся роль ведущей актрисы                         | «Люди Икс: Последняя битва»        | Хэлли Берри | Номинация | [ 39 ]     |
| 2014 | Kids’ Choice | Любимая киноактриса                                     | «Люди Икс: Дни минувшего будущего» | Хэлли Берри | Номинация | [ 40 ]     |
| 2014 | Teen Choice  | Лучшая киноактриса в жанре научная фантастика / фэнтези | «Люди Икс: Дни минувшего будущего» | Хэлли Берри | Номинация | [ 40 ]     |
| 2014 | Huading      | Лучшая общеизвестная актриса в кино                     | «Люди Икс: Дни минувшего будущего» | Хэлли Берри | Номинация | [ 40 ]     |
| 2016 | Teen Choice  | Прорывная актриса                                       | «Люди Икс: Апокалипсис»            | Александра Шипп | Номинация | [ 41 ]     |
| 2016 | Kids’ Choice | Лучший актёрский состав                                 | «Люди Икс: Апокалипсис»            | Джеймс Макэвой, Майкл Фассбендер, Дженнифер Лоуренс, Николас Холт, Эван Питерс, Тай Шеридан, Бен Харди, Коди Смит-Макфи, Софи Тёрнер, Александра Шипп и Оливия Манн | Номинация | [ 41 ]     |

## Комментарии
1. 1 2 3 4  Эта версия персонажа появляется в оригинальной линии времени серии фильмов «Люди Икс».
2. 1 2 3 4 5 6  Эта версия персонажа появляется в переработанной линии времени серии фильмов «Люди Икс» после фильма «Люди Икс: Дни минувшего будущего» (2014).